# Кулябовка (Киевская область)
Куля́бовка (укр. Кулябівка) — село, входит в Яготинский район Киевской области Украины.
Население по переписи 2001 года составляло 321 человек. Почтовый индекс — 07712. Телефонный код — 4575. Занимает площадь 1,3 км². Код КОАТУУ — 3225582701.

## История
Село Кулябовка основано в 1759 году.  
хутор Кулябовка был приписан к Троицкой церкви в Яготине.
Есть на карте 1826-1840 годов.
В начале 1930-х годов Кулябовка входила в состав Пирятинского района Полтавской области. Село пострадало от коллективизации и Голодомора. Во время коллективизации и искусственного голодомора в селе умерло много людей, семей, из них удалось установить только 240 имён.
Мартиролог жителей села Кулябовка - жертв Голодомора 1932-1933 гг. Составлен по архивным данным (ГАКО, фр-5634, оп.1, д. 1386, л. 44-64; д. 1392, л. 1-231 - фрагменты из книги регистрации актов о смерти за 1931-1932 гг. по отделу регистрации актов гражданского состояния Яготинского районного отдела управления юстиции Киевской обл.) 
В 1993 году на месте массовых захоронений жертв Голодомора на насыпном кургане установлен деревянный крест. Инициатором установки был сельсовет.

## Местный совет
Кулябівка, вул. Миру, 179  (укр.)